# 童増
童増（どう ぞう）は中華人民共和国の反日民族主義団体「中国民間保釣聯合会」(保釣）主催者。反日愛国主義者の代表格であり、また、中国における数々の反日デモなどの仕掛け人でもある。
1991年「一刻の猶予も許されない中国の対日損害賠償要求」（「中国要求日本受害賠償刻不容緩」）と称する上申書を全人代に提出し、以後日本国内で慰安婦に対する賠償訴訟を支援するが、現在まで勝訴に至ったケースは無い。
2003年12月27日、廈門市で「中国民間保釣聯合会」を設立。2005年には文藝春秋の企画で来日計画があった。「日本の右翼を正してやる」など強気の発言をしていたが、ビザ取得を断られたとして来日はしなかった。
その後3月から4月にかけて、四川省、北京市、上海市などで起こった反日デモでは保釣が支援をしていたことが判明し、「民間」と名乗ってはいるものの強力な後ろ盾がいることがうかがえる。なお5月4日にもデモを行う意思があると保釣のサイトで明かしていたが、突然「大局を考慮する」として延期となった。後ろ盾が反日デモの規模拡大を抑えるために切り捨てたものと考えられる。その後彼らのような活動家はホテルなどで「監禁」生活を送ったという。
2006年、中国国内で在中日本企業に対する賠償請求を行う中国民間対日賠償請求連合会を立ち上げたが、政治的な思惑から現在中断されたままである。
なお、「文藝春秋」誌にインタビューが掲載(2005年9月号)されたことがある。